# 圣穆格宗教博物馆

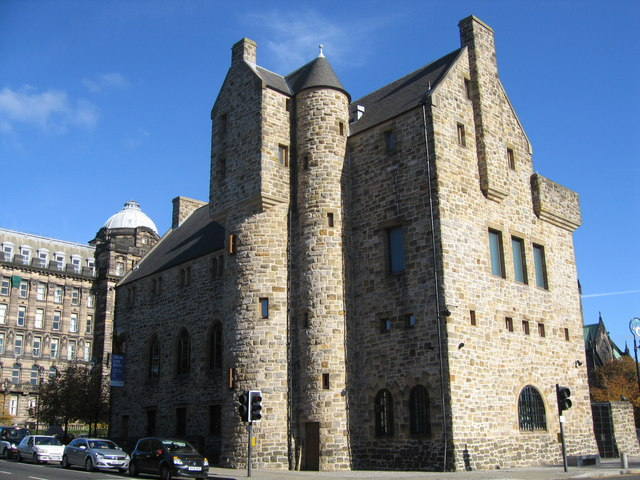
圣穆格宗教博物馆

圣穆格宗教博物馆（St Mungo Museum of Religious Life and Art）是苏格兰格拉斯哥的一所宗教博物馆。据称是全世界这一主题唯一的博物馆，但是圣彼得堡的国立宗教史博物馆以及乌得勒支的加大肋纳修道院（Catharijneconvent）也属于同类博物馆。
博物馆于1993年开幕，位于大教堂广场，原为主教府，在大教堂和人民宫都能看到。
馆内藏品设计全世界主要宗教，包括禅宗花园和伊斯兰教书法。馆内曾藏有萨尔瓦多·达利名作《十字若望的基督》，现在开尔文格罗夫美术馆和博物馆。

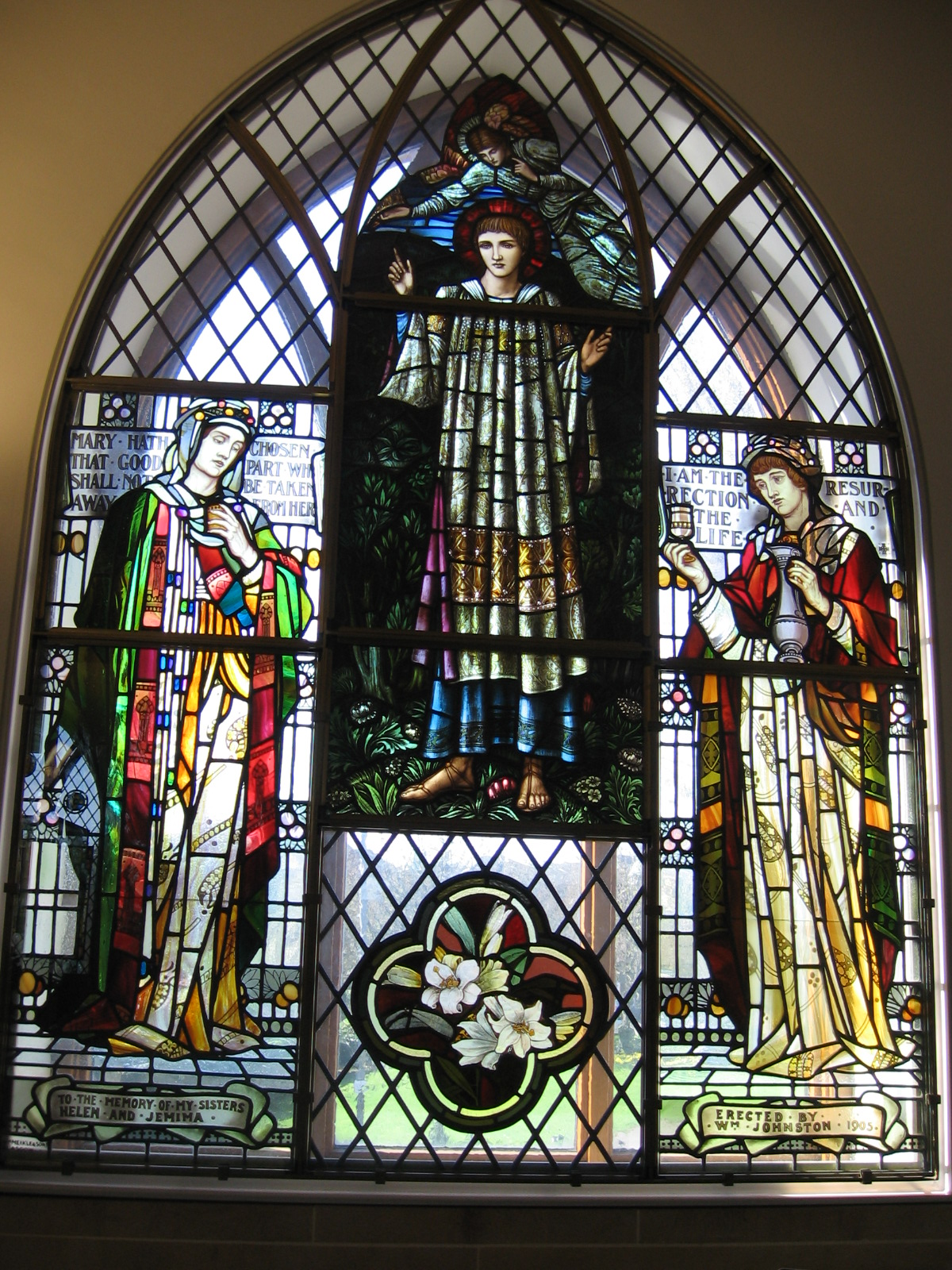
花窗玻璃
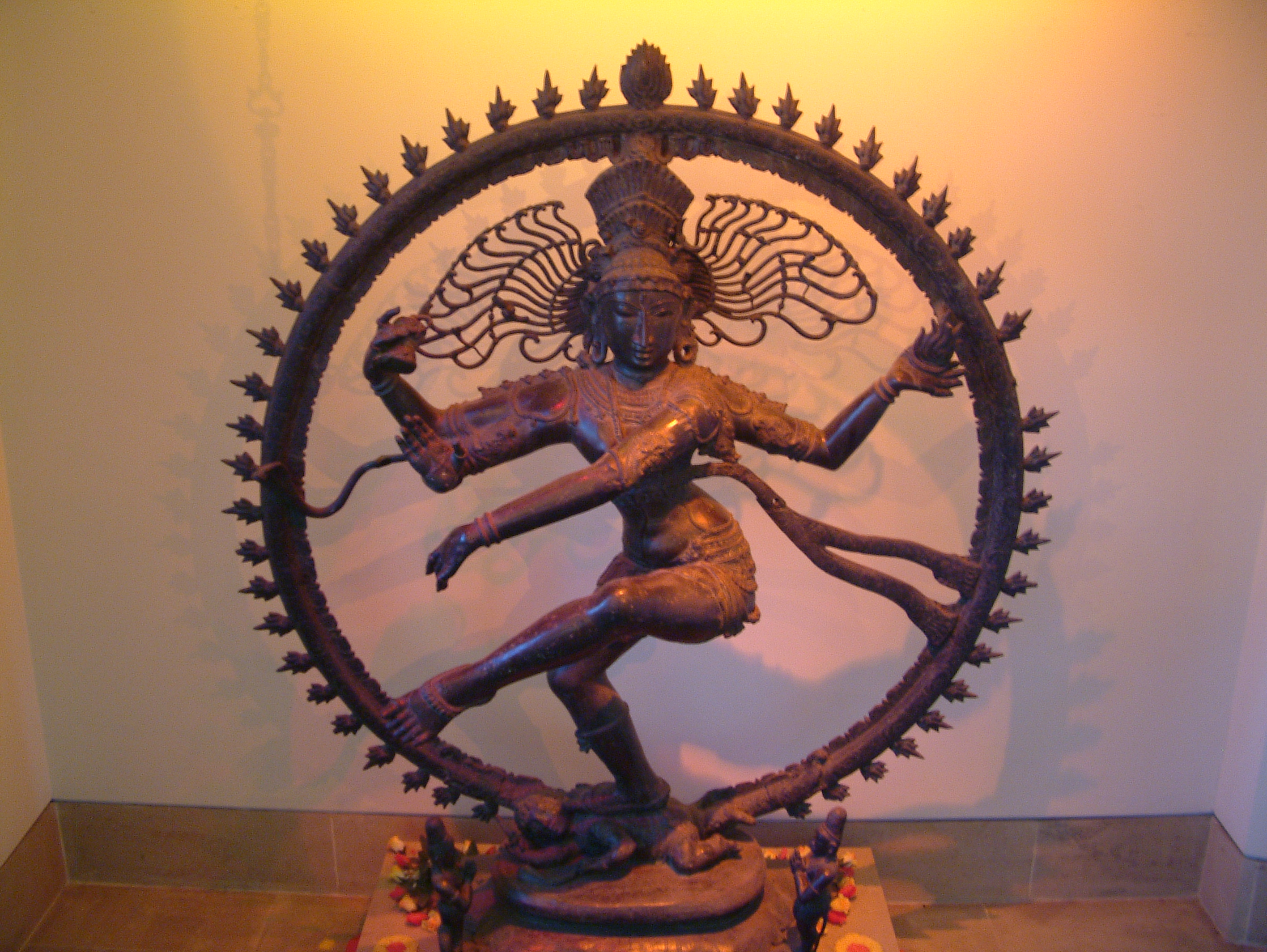
湿婆雕像
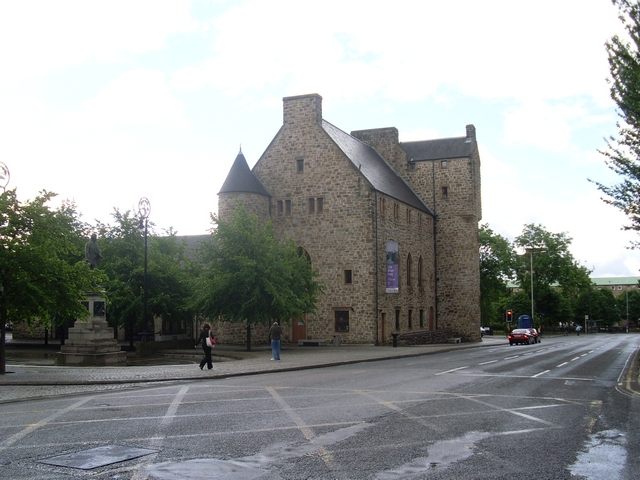
从大教堂广场看博物馆
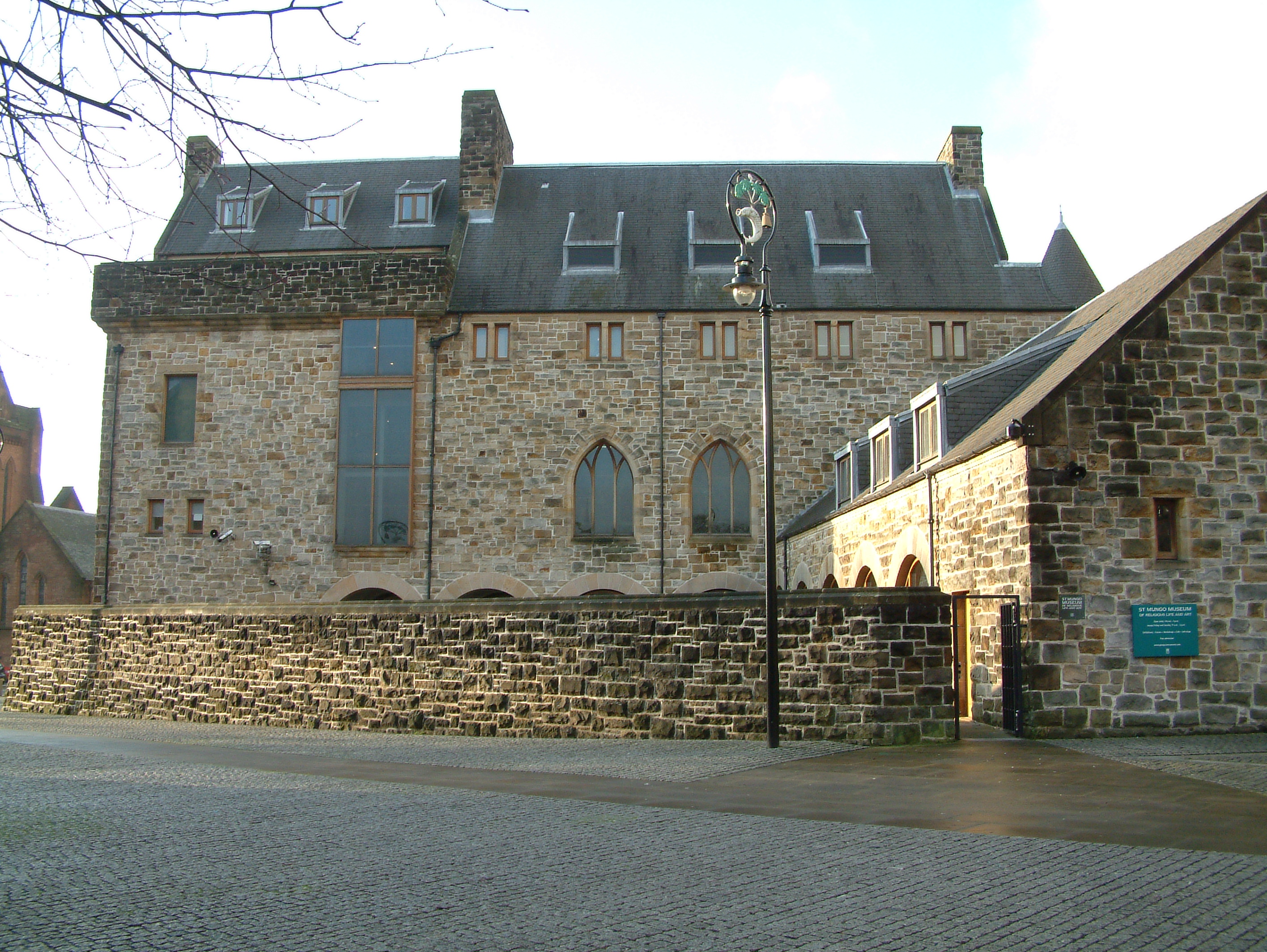
后部
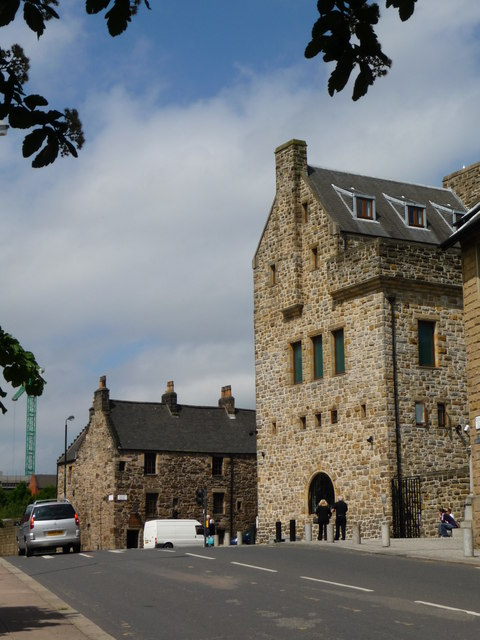
博物馆和 Provand's Lordship
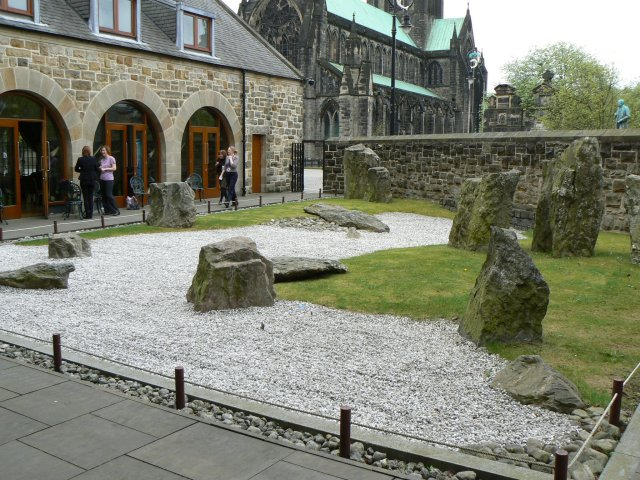
禅宗花园